# Jürgen Ißleb
Jürgen Ißleb (* 8. Mai 1940; † 4. Oktober 2012) war Fußballtorwart im DDR-Fußball. Für Lok Stendal spielte er in der DDR-Oberliga, der höchsten Spielklasse des DDR-Fußball-Verbandes.
Nachdem Ißleb zuvor bei Einheit Burg und danach bei den Junioren des SC Aufbau Magdeburg gespielt hatte, wurde er zu Beginn der Saison 1958 in das Aufgebot der 1. Männermannschaft des SC Aufbau als dritter Torwart hinter Hans-Georg Michalak und Karl-Heinz Knobbe übernommen. Der Magdeburger Klub, Fußballzentrum des DDR-Bezirkes Magdeburg, spielte zu dieser Zeit in der zweitklassigen DDR-Liga, der 18-jährige Ißleb wurde in seiner ersten Männersaison in drei Punktspielen eingesetzt. In der Saison 1959 schafften die Magdeburger den Aufstieg in die DDR-Oberliga, daran war Ißleb aber nur mit einem Kurzzeiteinsatz am vorletzten Spieltag beteiligt. Für die Oberligasaison 1960 plante der SC Aufbau Magdeburg nicht mehr mit Ißleb, vielmehr waren mit Wolfgang Blochwitz und Hans-Georg Moldenhauer zwei jüngere Torleute in das Aufgebot aufgenommen worden.
Ißleb wurde zum Bezirksrivalen Lok Stendal abgegeben, war dort aber ebenfalls nur die Nummer drei hinter Werner Bergner und Horst Falke. Auch mit den Stendalern stieg Ißleb in die Oberliga auf, hatte daran 1960 mit nur einem Einsatz aber erneut nur einen geringen Anteil. Die folgende Oberligasaison wurde 1961/62 über 39 Runden ausgetragen, da vom Kalenderjahr- auf den Sommer-Frühling-Rhythmus umgestellt wurde. Nach dem Ausscheiden von Horst Falke rückte Ißleb zum zweiten Torwart auf, vertrat Stammtorhüter Bergner jedoch nur in acht Oberligapunktspielen. Oberliganeuling Lok Stendal gelang es nicht, sich in der Eliteliga zu behaupten und stieg nach einer Saison sofort wieder ab. In der DDR-Liga-Saison 1962/63 gelang es Ißleb, mit 16 Einsätzen an Bergner (10) vorbeizuziehen, er wurde erstmals in seiner Laufbahn in einer ersten Männermannschaft Stammtorwart. Diesen Status verteidigte er in seiner zweiten Oberligasaison 1963/64 mit 20 Punktspieleinsätzen, verlor ihn aber bereits wieder in der Spielzeit 1964/65, als der von Turbine Magdeburg gekommene Hans Zeppmeisel mit 13 Oberligaspielen Ißleb, der auf 12 Einsätze kam, knapp überholte. 1965/66 setzte Trainer Martin Schwendler Zeppmeisel von Beginn an ein, Ißleb kam lediglich am 10. und 13. Spieltag zum Einsatz.
Die Begegnung Lok Stendal – 1. FC Magdeburg (2:0) am 11. Dezember 1965 war Ißlebs letztes Punktspiel in der Oberliga. Zwischen 1958 und 1965 bestritt er 63 Punktspiele, davon 42 in der DDR-Oberliga. In der DDR-Liga war er noch bis 1977 aktiv.